# Массовые убийства в Северной Трансильвании
Массовые убийства в Северной Трансильвании представляют собой серию внесудебных казней, военных преступлений и убийств, совершенных в Северной Трансильвании как и румынскими(при диктатуре Иона Антонеску), так и венгерскими войсками(при регентстве Миклоша Хорти). Существуют также мнения, например, что относительно осени 1944 года имели место инциденты подобного рода, в которых были замешаны советские солдаты.

## История

### Предпосылки
Осенью 1940 года, в результате Венского арбитража, в нескольких населенных пунктах Северной Трансильвании, воссоединившихся с Венгрией, венгерские военные или военизированные формирования устроили массовые убийства румын, цыган и евреев с целью вызвать исход невенгерского сожительства с помощью террора. Подобные зверства имели место и в конце 1944 года, особенно на фоне состояния войны, когда Восточный фронт относительно быстро продвигался в направлении восток-запад по линии, проходящей по территории Северной Трансильвании, особенно после 23 августа 1944 года, когда Румыния вышла из коалиции держав оси и присоединилась к союзным державам.

### Ход Действий
В начале сентября 1940 года Румыния уступила Венгрии территорию площадью 43 492 квадратных км, что составляет половину территории Трансильвании с населением 2 667 000 жителей, из которых:
50,2 % румыны, 37,1 % венгры и секлеры 12,7 % немцы, евреи и представители других национальностей. После объявления решений, принятых державами Оси в Вене, для румын последовала эвакуация румынских учреждений. Тысячи румын, особенно представителей интеллигенции, укрылись на уступленной территории. Среди них был профессорско-преподавательский состав Клужского университета, состоящий из элитных личностей: Секстила Пушкариу, Юлиу Хацегану, Онисифора Гибу и Эмиля Раковицэ. А также артисты Румынской оперы, беженцы в Тимишоаре. Пытаясь классифицировать зверства, творившиеся в Северной Трансильвании, можно заметить, что большинство из них произошло осенью 1940 года, сразу после установления венгерской власти, а также осенью 1944 года, после перехода Румынии к стороне союзников. Зверства совершались на первом этапе в сентябре и октябре 1940 года в районах, расположенных в непосредственной близости от нового пограничного перехода Трансильвании, а затем, четыре года спустя, при выводе немецко-венгерских войск с трансильванских земель (до тех пор, пока начало октября 1944 г.). Таким образом, первая классификация массовых убийств в Трансильвании может быть следующей: Резня осени 1940 года; Резня в сентябре и октябре 1944 года. Эти зверства можно разделить в зависимости от этнической принадлежности жертв на: румын, венгров и евреев.

## Галерея

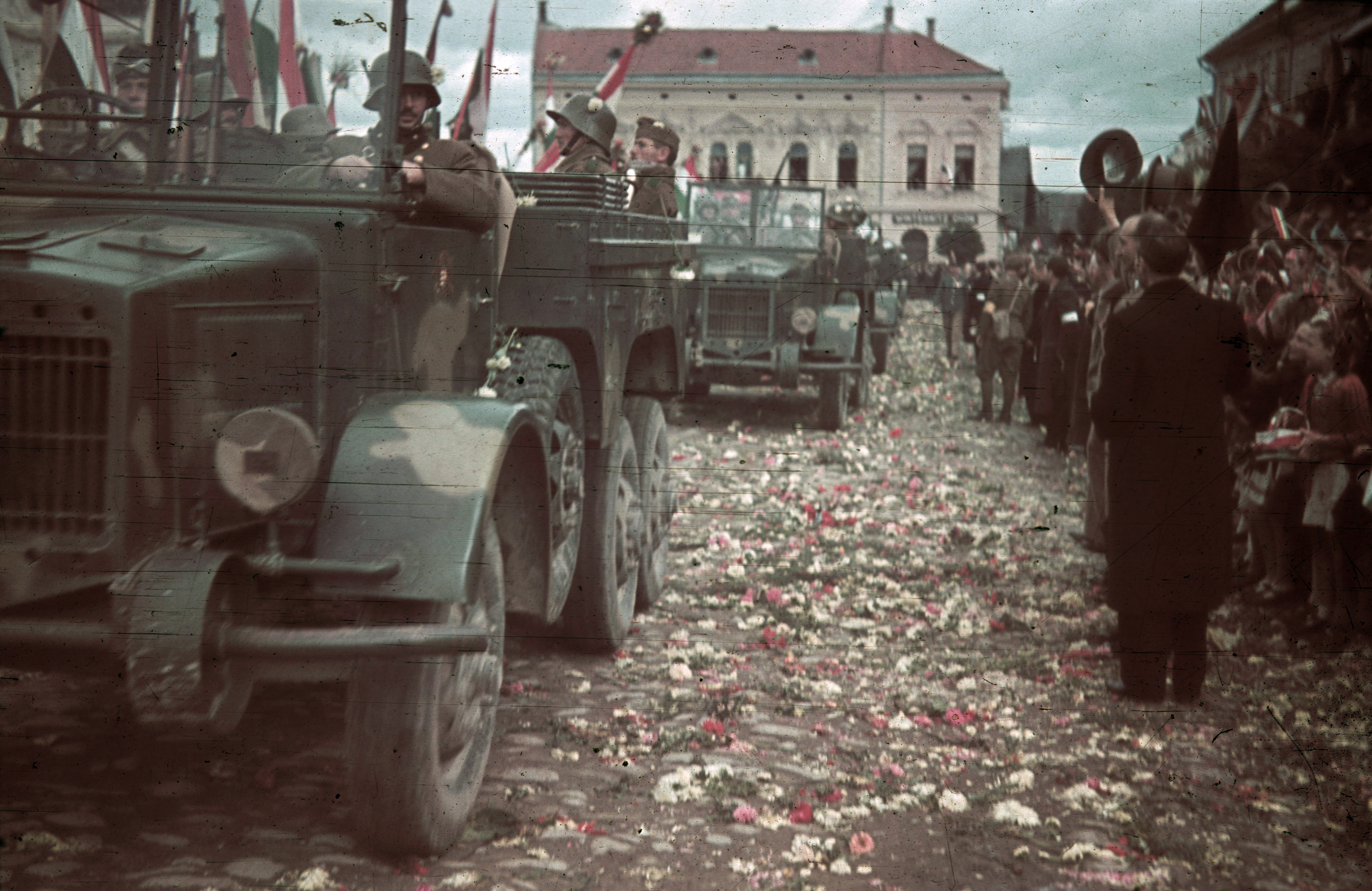
Венгерские солдаты прибывают в Тыргу-Секуеск (1940 г.)

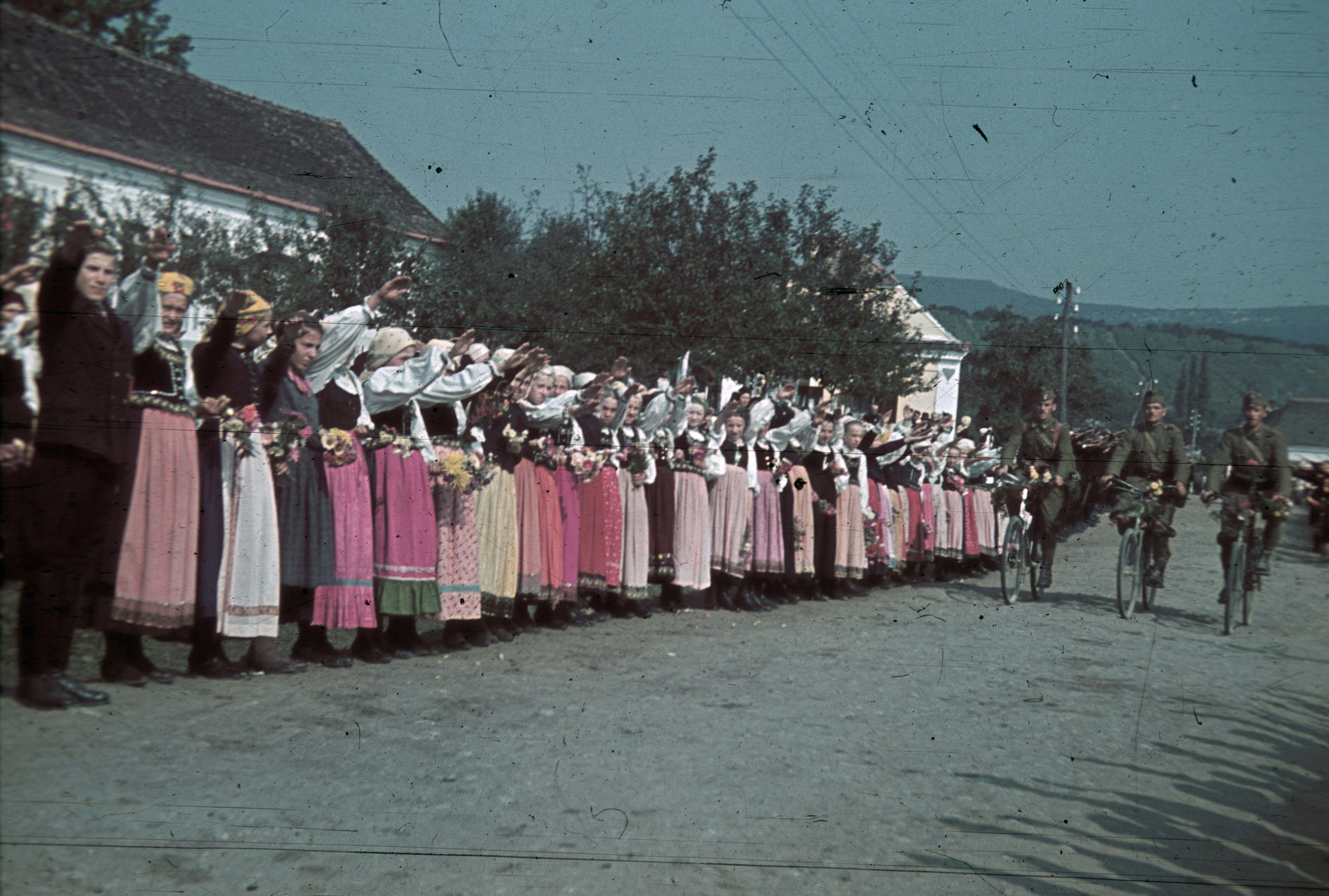
Шесть человек отдают нацистское приветствие в городе в Северной Трансильвании после прибытия венгерских войск.